# Mario Barrios
Mario Barrios, né le 18 mai 1991 à Racine, Wisconsin, est un boxeur professionnel américain. Il est champion du monde des poids welters du World Boxing Council (WBC) depuis 2024. Auparavant, il a détenu le titre des super-légers de la World Boxing Association (WBA) (version régulière) de 2019 à 2021.

## Carrière professionnelle
Barrios est passé professionnel en 2013. Le 11 mai 2019, il affronte Juan José Velasco et remporte la victoire par KO grâce à un coup au corps au deuxième round.

### Champion WBA (régulier) des super-légers

#### Barrios contre Akhmedov
Le 28 septembre 2019, Barrios remporte la victoire contre l'invaincu Batyr Akhmedov par décision unanime, avec des scores de 114-112, 115-111, 116-111, pour remporter le titre vacant WBA (régulier) des super-légers dans un combat difficile (en sous-carte d'Errol Spence Jr. contre Shawn Porter) dans lequel Barrios a fait tomber Akhmedov deux fois aux quatrième et douzième rounds,. La décision a été considérée comme controversée par de nombreux experts et observateurs.

#### Barrios contre Karl
Le 31 octobre 2020, devant le public de l'Alamodrome de San Antonio, au Texas, en première partie de Gervonta Davis contre Léo Santa Cruz, Barrios défend son titre WBA (régulier) en s'imposant par KO technique au sixième round face à Ryan Karl. Au sixième round, un choc à la tête accidentel cause une importante coupure à l'œil droit de Karl ; son visage saignant abondamment. Après examen de la coupure par le médecin du ring, le combat reprend jusqu'à ce que Barrios mette Karl au sol après deux crochets du gauche au menton. L'arbitre arrête le combat à 2 minutes et 23 secondes. Au moment de l'arrêt, Barrios menait 48-47, 49-46, 49-46 sur les cartes de pointage des juges.

#### Barrios contre Davis
Barrios affronte ensuite son compatriote invaincu Gervonta Davis en télévision à la carte sur Showtime le 26 juin 2021 à la State Farm Arena d'Atlanta. Davis met Barrios au tapis deux fois au huitième round, puis à nouveau au onzième round, infligeant à Barrios sa première défaite professionnelle. Au moment de l'arrêt, Barrios était mené 97-91 et 96-92 à deux reprises sur les cartes de pointage des juges.

### Passage en poids welters

#### Barrios contre Thurman
Après la défaite contre Davis, Barrios décide de passer à une catégorie de poids supérieure et de défier l'ancien champion poids welters unifié (WBA et WBC) Keith Thurman, qui comme lui sortait d'une défaite.
Leur combat a lieu à la Michelob Ultra Arena de Las Vegas le 5 février 2022, combat servant également d'éliminatoire pour le titre mondial des poids welters WBC. Après 12 rounds de boxe, Barrios perd une décision unanime avec des scores de 117-111 et deux scores de 118-110.

### Titre des poids welters WBC Continental Americas

#### Barrios contre Santiago
Un an après la deuxième défaite consécutive de sa carrière de boxeur professionnel, Barrios affronte le Portoricain Jovanie Santiago dans un combat en sous-carte de O'Shaquie Foster contre Rey Vargas le 11 février 2023 à l'Alamodome de San Antonio, Texas. Le combat avec Santiago était également pour le titre alors vacant des poids welters WBC Continental Americas.
Après sept rounds très disputés, Barrios décroche un crochet gauche au foie de Santiago qui envoit le Portoricain contre les cordes. Santiago réussit à reprendre le combat avant le compte de 10 mais Barrios fonce sur son adversaire visiblement toujours blessé et commence à lui envoyer une avalanche de coups. Voyant cela, le coin de Santiago jette l'éponge ce qui incite l'arbitre Mark Calo-Oy à arrêter le combat à 1 minutes et 42 secondes du 8e round, faisant ainsi de Barrios le vainqueur de leur combat par KO technique et le nouveau détenteur du titre WBC Continental Americas des poids welters.

### Champion poids welters WBC par intérim

#### Barrios contre Ugás
Sept mois et demi après sa victoire sur Santiago, Barrios affronte l'ancien détenteur du titre WBA des poids welters Yordenis Ugás pour le titre intérimaire WBC des poids welters, alors vacant. Leur combat figure en sous-carte du combat de Canelo Álvarez et Jermell Charlo, le 30 septembre 2023 à la T-Mobile Arena de Paradise, Nevada.
En arrivant au combat, Barrios était considéré par un large consensus comme l'outsider (5-1) en estimant qu'il n'avait pas été réellement testé dans la division des poids welters alors que son adversaire prévu, Ugás, était non seulement un combattant amateur renommé et ancien participant aux jeux olympiques, mais aussi un poids welters de longue date qui avait déjà affronté et combattu des boxeurs élites de la division telles que Thomas Dulorme, ancien double champion poids welters, Shawn Porter, Manny Pacquiao et l'ancien champion poids welter unifié Errol Spence Jr.
Cependant, les pronostics se sont révélés faux le soir du combat : Barrios a battu et même mis Ugás au tapis à deux reprises (une fois au deuxième round et une fois au douzième) pour s'imposer par décision unanime face au Cubain avec des scores de 118-107 à deux reprises et 117-108. De plus, au douzième et dernier round, Ugás s'est vu retirer un point pour avoir intentionnellement craché son protège-dents à deux reprises afin que l'arbitre Thomas Taylor interrompe le combat et lui laisse le temps de récupérer.
Avec cette victoire, Barrios devient le champion intérimaire WBC de la division des poids welters.

#### Barrios contre Maidana
Le 4 mai 2024, à la T-Mobile Arena de Paradise, dans le Nevada, Barrios défend pour la première fois son titre WBC (intérimaire) des poids welters face à l'Argentin Fabian Maidana en sous carte du combat en pay-per-view opposant Saul Alvarez à Jaime Munguia. Après avoir mis son adversaire au tapis au troisième round ; lutté malgré un œil droit enflé et traqué un Maidana sur la défensive dans les derniers rounds, Barrios remporte le combat par décision unanime (116-111).

#### Champion WBC à part entière
Le 27 mai 2024, le World Boxing Council a officiellement rétrogradé Terence Crawford de son titre de champion des poids welters à celui de « champion en repos » en raison de l'incertitude de son retour dans la division des poids welters après son combat contre Israil Madrimov pour les titres WBA et WBO par intérim des super-welters.
22 jours plus tard, le 18 juin 2024, le World Boxing Council et son conseil des gouverneurs ont voté pour élever leur champion intérimaire des poids welters au rang de champion à part entière. Barrios est dès lors officiellement reconnu comme le champion WBC de la division des poids welters.

#### Barrios contre Ramos
Barrios fait la première défense de son titre de poids welters du World Boxing Council contre le vétéran mexicano-américain de 33 ans, Abel Ramos, classé 8e au classement WBC (au 21 octobre 2024) en sous-carte du combat opposant Jake Paul et Mike Tyson au stade AT&T à Arlington, Texas, le 15 novembre 2024.
Au premier round de leur combat prévu en douze, Barrios frappe Ramos d'un direct du droit qui l'envoie au sol. De loin, le gant droit de Ramos semblait toucher le sol, mais l'arbitre Hector Afu a décidé de ne pas compter cela comme un knockdown. Au round suivant, Barrios met Ramos au tapis d'un crochet du gauche et d'un direct du droit au menton. Du 3e au 5e round, Barrios exploite largement sa grande allonge et tient Ramos à distance grâce à des jabs et des combinaisons 1-2. Cependant, au 6e round, Ramos, outsider, renverse la situation en mettant son adversaire au tapis d'une droite.
Du 7e au 9e round, Ramos, revigoré par son knockdown réussi sur Barrios, commence à attaquer davantage et à multiplier les coups puissants. À partir du 10e round, Barrios, le nez cassé et l'œil gauche légèrement gonflé, retrouve son calme et recommence à faire valoir son allonge supérieure, bombardant Ramos de jabs et de coups puissants à distance. 
Les dernières secondes du dernier round voient le champion WBC lancer une myriade de combinaisons sur Ramos qui le font reculer avant que la cloche finale ne sonne. Les cartes de pointage officielles indiquent finalement 114-112 pour Ramos, 116-110 pour Barrios et 113-113 pour le troisième juge signifiant une décision de match nul. Ce résultat permet à Barrios de conserver sa ceinture et son statut de champion.

#### Barrios contre Pacquiao
En mai 2025, il a été annoncé que Pacquiao mettrait fin à sa retraite de près de quatre ans avec un combat de retour contre Mario Barrios pour le championnat des poids welters WBC le 19 juillet à Las Vegas. Le 19 juillet 2025, le combat entre Pacquiao et Barrios se solde par un match nul à la majorité des juges après 12 rounds. Un juge a attribué le score de 115-113 à Barrios, tandis que les deux autres ont attribué le score de 114-114 permettant à Barrios de conserver son titre WBC des poids welters,.

## Vie personnelle
La sœur de Mario, Selina Barrios, est également boxeuse professionnelle.